# زرين تكيندور
زرّين تكيندور (بالتركية: Zerrin Tekindor)‏ (5 أغسطس عام 1964 في مدينة برهانية -)؛ رسامة وممثلة مسرحية تركية.

## السيرة الذاتية
ولدت زرين تكيندور في عام 1964 في مدينة برهانية وأنهت تعليمها الابتدائي والإعدادي في مدينة أنقرة. وفي عام 1985 تخرجت زرين تكيندور من قسم المسرح بالمعهد الموسيقي للدولة بجامعة هاستيب. وفي عام 1985 بدأت زرين تكيندور العمل في مسرح الدولة. ومثلت زرين تكيندور في العديد من المسرحيات في مسرح الدولة بأنقرة. وفي عام 2003 عُينت زرين تكيندور في مسرح الدولة بإسطنبول ومثلت في مسرحيات بعنوان «أيضاً في إسطنبول ، و المفتش ، و مكان في منتصف العالم و إله الكون». وحازت الفنانة زرين تكيندور على جائزة مسرح عفيفة ثلاثة مرات أولهما في عام 2004 عن تمثيلها لدور الأم أندريافنا في مسرحية بعنوان «المفتش» وثانيهما في عام 2010 عن تمثيلها لدور أنيتا ريلي في مسرحية بعنوان «إله الكون» وثالثهما في عام 2014 عن تمثيلها لدور مارثا في مسرحية بعنوان «من يخاف من الذئب الخائن».
وفي عام 2012 احتلت زرين تكيندور مكاناً في مسرحية بعنوان «أنطونيوس وكليوباترا» حيث أنتجها أستديو المسرح في عام 2012. ومثلت المسرحية في مسرح شكسبير جلوب بلندن في قطاع مهرجان «جلوب تو جلوب».
ومن ناحية أخرى واصلت زرين تكيندور مهنة المسرح وخلال أعوام 1990 – 1994 واصلت الفنانة التعليم كطالبة خاصة بقسم الرسم بجامعة بيلكنت. وتعلمت زرين تكيندور في ورشة خليل أكدنيز. وعملت في ورش عمل بدري بايكام و محمد جولريوز حيث أنهما قد أسُتدعيا للتدريس بهذا القسم. وكانت العديد من أعمال الفنانة توجد في مجموعات خاصة وفتحت خمسة عشر معرضاً للرسم حتى اليوم.
أنجبت زرين تكيندور طفل يُدعى «هيرا» وتواصل أعمالها في إسطنبول.

## بعضالمسرحياتالتي مثلتها
- من يخاف من الذئب الخائن؟ : إدوارد ألبي – ورشة عمل المسرح – عام 2013

- أنطونيوس وكليوباترا: وليم شكسبير – ورئشة عمل المسرح – شكسبير جلوب – عام 2012

- إله الكون: ياسمينا رضا – مسرح الدولة بإسطنبول – عام 2009

- مكان في منتصف العالم: أوزين يولا - مسرح الدولة بإسطنبول – عام 2007

- المفتش: نيكولاي وسيليفيتش جوجول - مسرح الدولة بإسطنبول – عام 2003

- مقتل العشق: فلاديمير فولكوف – مسرح الدولة بأنقرة – عام 1999

- من الحرب للسلام ومن العشق للمعركة: رجب بلجينير - مسرح الدولة بأنقرة – عام 1999

- لعنات الغزلان: موراتهان مونجان - مسرح الدولة بأنقرة – عام 1999

- النافذة المفتوحة إلى السماء: ديفيد هير - مسرح الدولة بأنقرة – عام 1997

- سيد إسطنبول – موصاحبزادا جلال - مسرح الدولة بأنقرة – عام 1995

- نتيجة الحب الأخير: ميل سايمون - مسرح الدولة بأنقرة – عام 1995

- الموت: وودي ألين - مسرح الدولة بأنقرة – عام 1994

- سيد إسطنبول – مصاحبزادا جلال - مسرح الدولة بأنقرة – عام 1993

- حكاية صاخبة: سافاش دينتشيل - مسرح الدولة بأنقرة – عام 1993

- فرحات وشيرين: ناظم حكمت - مسرح الدولة بأنقرة – عام 1992

- الغسيل: دي. دورفين \ ه. بريفيست - مسرح الدولة بأنقرة – عام 1991

- مسرحية حلم امرأة: آلان أيجبورن - مسرح الدولة بأنقرة – عام 1987

## فيلموغرافي

### مسيرتها الفنية
- مقهى كاسابلانكا (مسلسل تلفزيوني)

- المشاهدة من نافذة المريخ (مسلسل تلفزيوني)

- العشق الممنوع (مسلسل تلفزيوني) دنيز دي كورتون (الآنسة) – عام 2008 – 2010

- الشمال والجنوب (مسلسل تلفزيوني) جولتن تشاياك – عام 2011

- كورت سيت وشورا، كاتب – عام 2014

- مسلسل حب أعمى - عام 2016

- مسلسل زمهرير - عام 2019 (عليا بينار)

- مسلسل الطبيب المعجزة - 2021 (وصلات كوز اوغلو)

## معارضالصور
- معرض سيلفين – أنقرة – عام 1992

- معرض سيلفين – أنقرة – عام 1996

- متحف الرسم والنحت – أنقرة – عام 1998

- معرض الفنون ببنك تي. إملاك – أنقرة – عام 1999

- معرض سيلفين – توياب – إسطنبول – عام 2004

- معرض الفنون الحرفية – إسطنبول – عام 2005

- معرض فنون نورول – أنقرة – عام 2006

- أرتيإسطنبول – معرض فنون نورول – إسطنبول – عام 2006

- معرض سيلفين – إسطنبول – عام 2008

- إسطنبول المعاصرة – عام 2009

- إسطنبول المعاصرة – عام 2010

- معرض الفنون الأسود – الأبيض – أنقرة – عام 2011

- إسطنبول المعاصر – عام 2011

- إسطنبول المعاصر – عام 2012

- إسطنبول المعاصر – عام 2013

## الجوائز
- جائزة أفضل ممثلة في فرع الكوميديا أو الموسيقى لعام 2004 بجوائز مسرح عفيفة الثامنة عن دور «الأم أندريفنا» في فيلم المفتش

- جائزة أفضل ممثلة في فرع الكوميديا أو الموسيقى لعام 2010 بجوائز مسرح عفيفة الرابعة عشر عن دور «أنيتا ريلي» في فيلم إله الكون

- جائزة أفضل ممثلة لعام 2012 بجوائز مسرح سافاز دينتشيل عن دور «أنيتا ريلي» في فيلم إله الكون

- جائزة أفضل ممثلة مسرحية لعام 2012 بجوائز إن بجامعة جلطة سراي عن دورها «كليوباترا» في مسرحية أنطونيوس وكليوباترا

- جائزة أفضل ممثلة مساعدة بالمسلسلات الدرامية لعام 2013 ببجوائز تلفزيون أنطاليا عام 2013 عن دور «جولتن تشاياك» بمسلسل «الشمال والجنوب»

- جائزة أفضل ممثلة مساعدة لعام 2013 بجوائز الأفضل بموقع الإنترنت TelevizyonDizisi.com عن دور «جولتن تشاياك» في مسلسل الشمال والجنوب

- جائزة أفضل ممثلة لعام 2013 – 2014 بجوائز اتحاد نقاد المسرح عن دور مارثا في عملها المسمى «من يخاف من الذئب»

- جائزة الممثلة الأكثر نجاحاً بالعام لعام 2014 بجوائز مسرح عفيفة الثامنة عشر عن دور مارثا في عملها المسمى «من يخاف من الذئب الخائن»

- جائزة الممثلة الأكثر نجاحاً بالعام لعام 2014 بجوائز صدري أليشيك ممثل المسرح والسينما التاسعة عشر عن دور «مارثا» في عملها المسمى «من يخاف من الذئب الخائن»

## وصلات خارجية
- زرين تكيندور على موقع IMDb (الإنجليزية)
- زرين تكيندور على موقع روتن توميتوز (الإنجليزية)
- زرين تكيندور على موقع قاعدة بيانات الأفلام العربية
- زرين تكيندور على موقع ألو سيني (الفرنسية)
- زرين تكيندور على موقع أول موفي (الإنجليزية)
- زرين تكيندور على موقع قاعدة بيانات الفيلم (الإنجليزية)
- زرين تكيندور على موقع كينوبويسك (الروسية)

- زرين تكيندور في قاعدة البيانات على الإنترنت
- زرين تكيندور في السينما التركية [التركية]